# Kleine Zangenlibelle

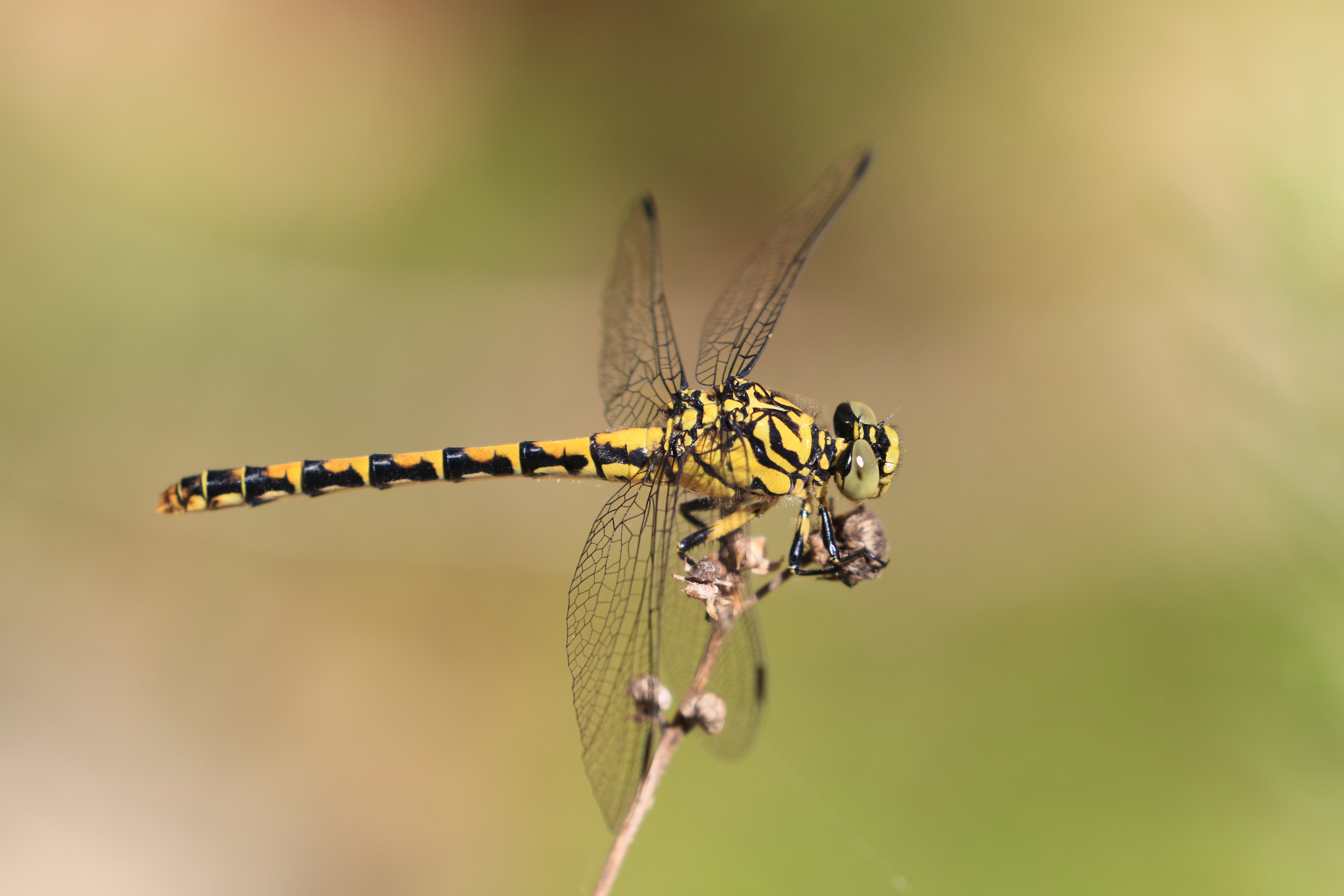
Kleine Zangenlibelle (Onychogomphus forcipatus), Weibchen

Die Kleine Zangenlibelle (Onychogomphus forcipatus) ist eine Libellenart aus der Familie der Flussjungfern (Gomphidae), die zu den Großlibellen (Anisoptera) gehören. Die Art teilt sich in drei Unterarten mit unterschiedlicher geographischer Verbreitung auf: Die Nominatform der Kleinen Zangenlibelle (Onychogomphus forcipatus forcipatus) besiedelt Nord-, Mittel- und Osteuropa. Daneben existiert noch eine südwestlich (Onychogomphus forcipatus unguiculatus) und eine südöstlich verbreitete Unterart (Onychogomphus forcipatus albotibialis), die allerdings möglicherweise bereits als eigenständige Arten anzusehen sind. 

## Merkmale
Die Kleine Zangenlibelle ist eine mittelgroße Libelle mit einer Flügelspannweite von 5,5 bis 7,5 Zentimetern. Die Männchen besitzen wie alle Zangenlibellen große, zangenförmige Hinterleibsanhänge, die bei dieser Art meist schwarz gefärbt sind. Auf der Kopfoberseite befindet sich ein heller, länglicher Fleck hinter den Ocellen. Die Augen der Männchen sind bei der Nominatform intensiv grün gefärbt, bei der Unterart O. f. unguiculatus blaugrün bis blau.

## Verbreitung
Die Art besitzt ein westpaläarktisches Verbreitungsgebiet mit Vorkommen in Europa (ausgenommen Großbritannien, Dänemark und Norwegen), Nordafrika und Kleinasien. Die Nominatform O. f. forcipatus ist von Nordeuropa bis in die Schweiz und nach Südfrankreich, in Osteuropa sowie auf dem Balkan bis zum Schwarzen Meer verbreitet. Daneben existieren noch Populationen in Kalabrien und Sizilien. Das Verbreitungsgebiet der südwestlichen Unterart O. f. unguiculatus beginnt in Frankreich und erstreckt sich ab der südlichen Schweiz über die Apenninenhalbinsel (ohne Kalabrien und Sizilien) und die Iberische Halbinsel nach Nordafrika. Die südöstliche Unterart O. f. albotibialis ist innerhalb Europas nur auf einigen Inseln der Ägäis zu finden und ist von dort über Kleinasien nach Südosten verbreitet.

## Lebensraum
Die Kleine Zangenlibelle kommt hauptsächlich an warmen Bächen und Flüssen mit kiesigem oder sandigem Ufer vor. Daneben werden auch entsprechende Uferpartien größerer Stillgewässer besiedelt – in Ostdeutschland stellen Seenvorkommen der Art die Regel dar.

## Lebensweise
Die Kleine Zangenlibelle fliegt in Mitteleuropa von Ende Mai bis Anfang September. In Südeuropa beginnt die Emergenzperiode bereits im April.
Das Männchen besetzt eine erhöhte Warte am Ufer des potentiellen Eiablagegewässers. Von dieser Warte aus werden andere Männchen vertrieben oder Weibchen angeflogen. Abseits der Gewässer sitzen die Männchen auch gerne auf vegetationslosen Strukturen wie Feldwegen. Nach der Paarung legt das Weibchen ca. 500 Eier.
Die Larven leben eingegraben im Grund ihrer Gewässer. Die Entwicklung dauert 3–5 Jahre.